# All-Star Game LNB 2019
Le All-Star Game LNB 2019 est la 34e édition du All-Star Game LNB. Il se déroule le 29 décembre 2019 à l'Accor Arena de Paris. L’équipe des All-Stars Monde bat celle des All-Stars France 129-119, après prolongation. Eric Buckner est élu MVP de la rencontre. L'événement est diffusé sur RMC Sport 2.

## Joueurs
Du 11 au 29 novembre 2019, le public vote pour son « All Star France » et son « All Star Monde » parmi tous les joueurs de Jeep ÉLITE ayant un temps de jeu minimum de 15 minutes depuis le début de la saison 2018-2019. La rédaction basket de RMC Sport désigne « le Cinq All Stars France » et « le Cinq All Stars Monde » après chacune des 11 premières journées de Jeep ÉLITE 2018-2019.
Le 3 décembre 2019, les équipes sont dévoilées : Benoît Mangin (Le Portel) et Justin Robinson (Élan chalonnais) sont les deux joueurs élus par le public.

### All-Stars France
| Position       | Joueur          | Équipe                  |
| -------------- | --------------- | ----------------------- |
| Meneur         | Antoine Diot    | ASVEL Lyon-Villeurbanne |
| Meneur-Arrière | Antoine Eito ¹  | Le Mans                 |
| Arrière-Ailier | Isaïa Cordinier | Nanterre 92             |
| Ailier fort    | Damien Inglis   | SIG Strasbourg          |
| Pivot          | Yannis Morin    | Champagne Châlons-Reims |

| Position           | Joueur               | Équipe                  |
| ------------------ | -------------------- | ----------------------- |
| Meneur             | Benoît Mangin        | Le Portel               |
| Meneur             | Axel Julien          | JDA Dijon               |
| Meneur             | Jean-Baptiste Maille | Châlons Reims           |
| Arrière-Meneur     | Abdoulaye N'doye     | Cholet                  |
| Ailier-Ailier fort | Livio Jean-Charles   | ASVEL Lyon-Villeurbanne |
| Pivot              | Alexandre Chassang   | JDA Dijon               |
| Pivot              | Alpha Kaba           | Boulazac                |

¹ Alexandre Chassang remplace Edwin Jackson (ASVEL Lyon-Villeurbanne), blessé, dans l'équipe All Stars France. Antoine Eito intègre le 5 Majeur à la place de Jackson.

### All-Stars Monde
| Position          | Joueur          | Équipe           |
| ----------------- | --------------- | ---------------- |
| Meneur            | David Holston   | JDA Dijon        |
| Meneur            | Dee Bost ¹      | AS Monaco        |
| Meneur            | Briante Weber   | Metropolitans 92 |
| Ailier fort-Pivot | Chris Horton    | Cholet           |
| Ailier fort-Pivot | Vitalis Chikoko | Metropolitans 92 |

| Position           | Joueur            | Équipe                  |
| ------------------ | ----------------- | ----------------------- |
| Meneur             | Justin Robinson   | Élan chalonnais         |
| Arrière            | Rob Gray          | Metropolitans 92        |
| Arrière            | Norris Cole ¹     | AS Monaco               |
| Ailier-Ailier fort | J. J. O'Brien     | AS Monaco               |
| Ailier fort-Pivot  | Miralem Halilović | Orléans                 |
| Pivot              | Eric Buckner ¹    | AS Monaco               |
| Pivot              | Tonye Jekiri      | ASVEL Lyon-Villeurbanne |

¹ Eric Buckner et Norris Cole remplacent Semaj Christon (Limoges) et Zack Wright (Bourg-en-Bresse), blessés, dans l'équipe All Stars Monde. Dee Bost intègre le 5 Majeur à la place de Christon.

### Entraîneurs
Zvezdan Mitrović (ASVEL Lyon-Villeurbanne), assisté de Stéphane Eberlin (ASA Souffelweyersheim), dirigent l’équipe des All-Stars France. Frédéric Fauthoux (Boulogne-Levallois), assisté de Rémy Valin (Denain), dirigent l’équipe des All-Stars Monde.
| 29 décembre 2019 17h05 |                                                                          | France | 119–129          | Monde | OT | AccorHotels Arena, Paris Affluence : 15 917 Arbitres : Djilali Amrani Abdel Hamzani Matthieu Roux | RMC Sport 2 |
| 29 décembre 2019 17h05 | Score par quart-temps : 28-36, 26-29, 29-25, 30-23 ; prolongation : 6-16 |        |                  |       | OT | AccorHotels Arena, Paris Affluence : 15 917 Arbitres : Djilali Amrani Abdel Hamzani Matthieu Roux | RMC Sport 2 |
| 29 décembre 2019 17h05 | Score par mi-temps : 54-65, 59-48                                        |        |                  |       | OT | AccorHotels Arena, Paris Affluence : 15 917 Arbitres : Djilali Amrani Abdel Hamzani Matthieu Roux | RMC Sport 2 |
| 29 décembre 2019 17h05 | Damien Inglis, 29                                                        | Points | Eric Buckner, 27 |       | OT | AccorHotels Arena, Paris Affluence : 15 917 Arbitres : Djilali Amrani Abdel Hamzani Matthieu Roux | RMC Sport 2 |

## Concours

### Concours des meneurs
Norris Cole (AS Monaco) remporte le trophée après sa victoire en finale face à Michael Stockton.
- Notes : 
  - Demi-finales :
    - Norris Cole (AS Monaco) - Benjamin Sene (Gravelines) : 2-0
    - Michael Stockton (Cholet) - Justin Robinson (Élan chalonnais) : 2-1

  - Finale : Norris Cole (AS Monaco) - Michael Stockton (Cholet) : 2-0

| Pos.   | Joueur           | Équipe          | taille | Premier tour | Finale |
| ------ | ---------------- | --------------- | ------ | ------------ | ------ |
| Meneur | Norris Cole      | AS Monaco       | 1,85 m | 2            | 2      |
| Meneur | Michael Stockton | Cholet          | 1,85 m | 2            | 0      |
| Meneur | Benjamin Sene    | Gravelines      | 1,88 m | 0            |        |
| Meneur | Justin Robinson  | Élan chalonnais | 1,75 m | 1            |        |

### Concours de tirs à 3 points
Gabe York (Strasbourg) remporte le trophée.
| Pos.           | Joueur              | Équipe             | taille | Premier tour | Finale |
| -------------- | ------------------- | ------------------ | ------ | ------------ | ------ |
| Meneur-Arrière | Gabe York           | Strasbourg         | 1,91 m | 23           | 20     |
| Arrière-Ailier | Danilo Anđušić ¹    | Bourg-en-Bresse    | 1,95 m | 21 *         | 17     |
| Arrière        | Spencer Butterfield | Nanterre           | 1,91 m | 21 *         |        |
| Arrière        | Bastien Pinault     | Boulogne-Levallois | 1,96 m | 19           |        |

¹ Danilo Anđušić remplace Hugo Invernizzi (Limoges), blessé.
* Danilo Anđušić se qualifie en finale face à Spencer Butterfield à la mort subite.

### Concours de dunks
D. J. Stephens remporte le concours devant Isaïa Cordinier.
- Notes: 
  - Les joueurs sont évalués sur deux dunks lors de chaque manche.
  - Le vainqueur est désigné par le public de l'AccorHotels Arena à l'applaudimètre.
  - Les notes représentent le nombre de décibels.

| Pos.           | Joueur           | Équipe    | Taille | Premier tour  | Finale       |
| -------------- | ---------------- | --------- | ------ | ------------- | ------------ |
| Arrière-Ailier | D. J. Stephens   | (Le Mans) | 2,03 m | 193 (94 + 99) | 198 (97+101) |
| Arrière-Ailier | Isaïa Cordinier  | Nanterre  | 1,96 m | 196 (99 + 97) | 192 (97+95)  |
| Arrière-Ailier | Sya Plaucoste ¹  | Blois     | 1,92 m | 186 (91 + 95) |              |
| Ailier         | Sadio Doucouré ¹ | Antibes   | 2,03 m | 189 (90 + 99) |              |

¹ Sadio Doucouré remplace Kevin Harley et Sya Plaucoste remplace Chima Moneke.